# Peter Jaffe
James Peter Jaffe (ur. 22 listopada 1913 w Richmond, zm. 20 sierpnia 1982 w Orange) – brytyjski żeglarz sportowy, medalista olimpijski.
Podczas letnich igrzysk olimpijskich w Los Angeles (1932) zdobył, wspólnie z Colinem Ratseyem, srebrny medal w żeglarskiej klasie Star. 
Peter Jaffe miał zaledwie 18 lat, kiedy zdobył medal na olimpiadzie. Pochodził ze znanej żydowskiej rodziny, a później wyemigrował do Stanów Zjednoczonych, gdzie pracował w firmie Haskins & Sells w Nowym Jorku, która w 1972 stała się częścią grupy Deloitte. 